# Perg
Perg è un comune austriaco di 8 837 abitanti nel distretto di Perg, in Alta Austria, del quale è capoluogo; ha lo status di città capoluogo di distretto (Bezirkshauptstadt).